# Diócesis de Meaux
La diócesis de Meaux (en latín: Dioecesis Meldensis y en francés: Diocèse de Meaux) es una circunscripción eclesiástica de la Iglesia católica en Francia. Se trata de una diócesis latina, sufragánea de la arquidiócesis de París. Desde el 9 de agosto de 2012 su obispo es Jean-Yves André Michel Nahmias.

## Territorio y organización

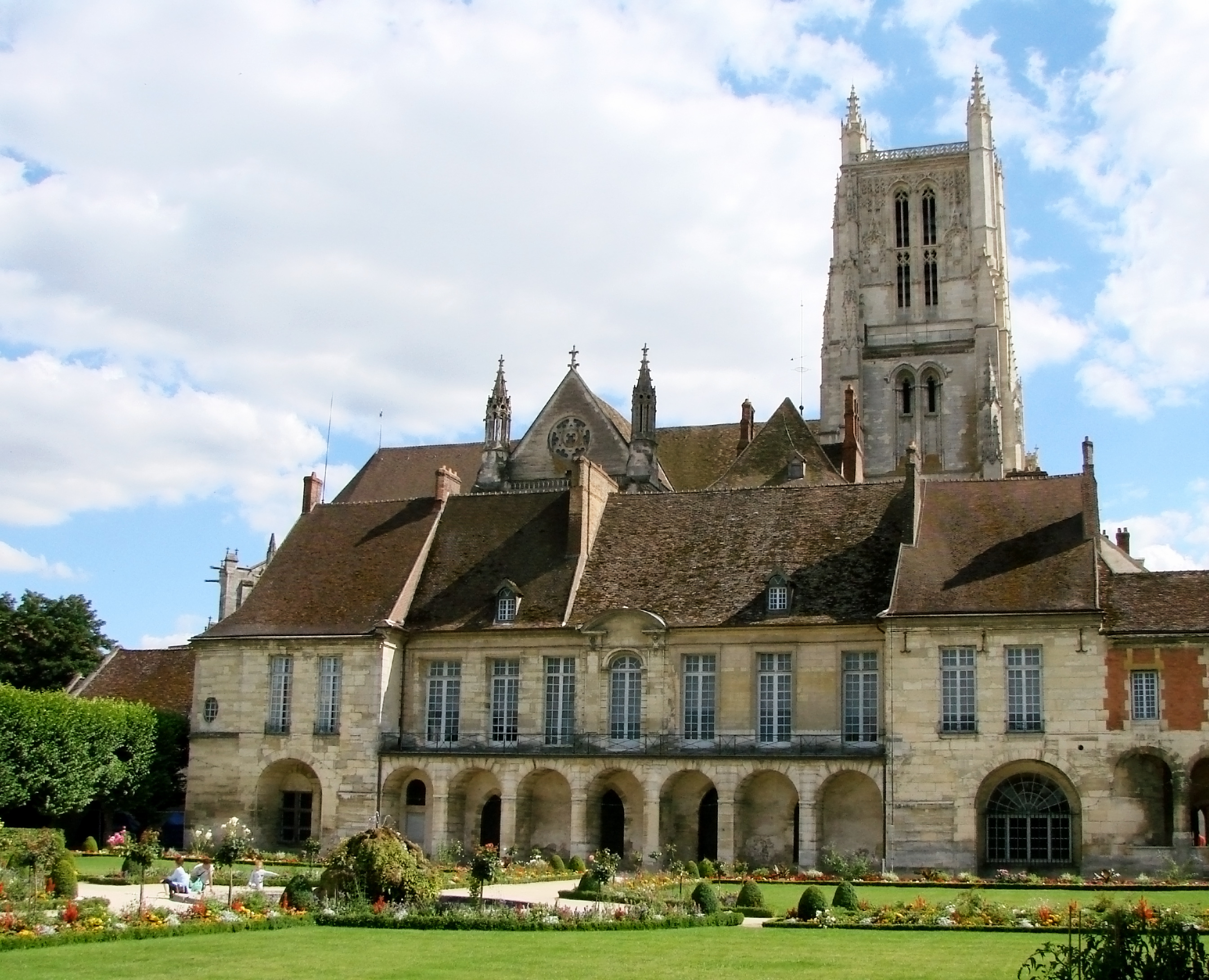
El antiguo palacio episcopal de Meaux, construido en el y remodelado en el, alberga actualmente el museo Bossuet

La diócesis tiene 5931 km² y extiende su jurisdicción sobre los fieles católicos de rito latino residentes en el departamento de Sena y Marne, en la región de Isla de Francia.

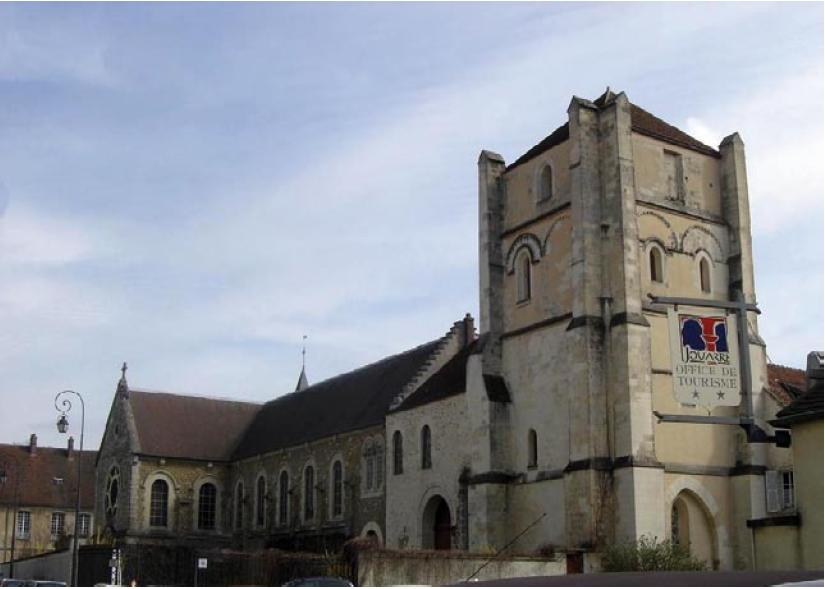
Abadía de Jouarre

La sede de la diócesis se encuentra en la ciudad de Meaux, en donde se halla la Catedral de San Esteban.

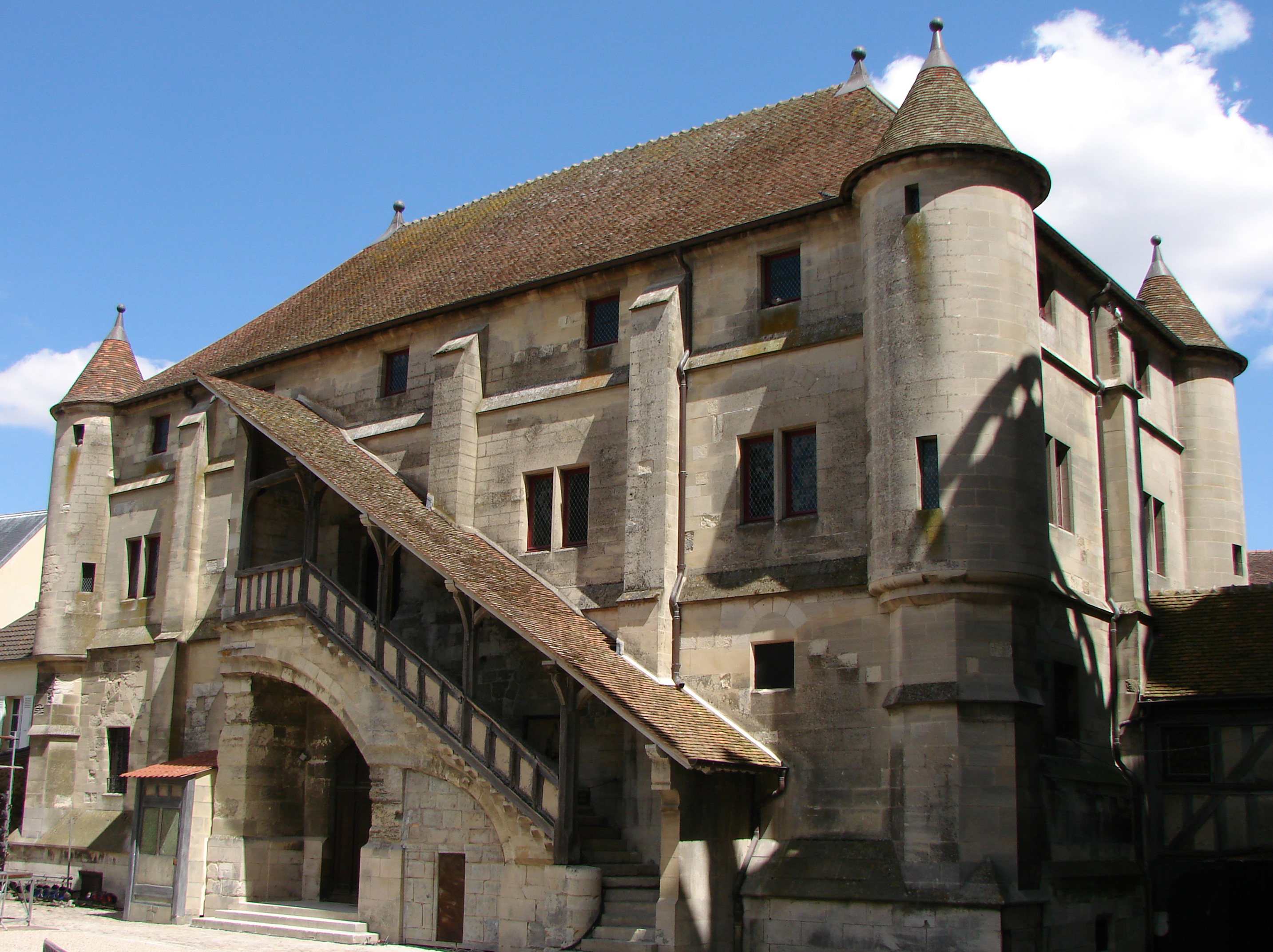
El vieux chapitre, palacio del que fue sede de los canónigos de la catedral

En 2021 en la diócesis existían 17 parroquias.

## Historia
Según la tradición, la diócesis se erigió ya en el siglo IV. Cuenta la leyenda que los primeros evangelizadores y protoobispos fueron los santos Santino y Antonino, discípulos de Dionisio de París. Sin embargo, el primer obispo históricamente documentado es Medoveo (o Medoveco), que asistió al Concilio de Orleans en 549; y el posterior Gondoaldo (o Gundobaldo), que tomó parte en el de París en 614.
Iantinum, capital del pueblo celta de los meldis, fue una civitas de la Galia Lugdunense IV (o Senonia), como atestigua la Notitia Galliarum de principios del siglo V. Desde el punto de vista religioso, así como civil, Meaux dependía de la provincia eclesiástica de la arquidiócesis de Sens, sede metropolitana provincial.
Bajo la influencia de san Columbano, se fundaron varias abadías mayoritariamente benedictinas: Santa Cruz (posteriormente San Faro) en Meaux, y las de Jouarre, Faremoutiers y Rebais (fundadas por san Audoeno de Ruan). A partir del siglo XII otras órdenes religiosas se instalaron en la diócesis y fundaron sus monasterios: entre estos, el monasterio de Cerfroid, casa madre de la Orden Trinitaria.
Durante la Edad Media, Meaux fue sede de importantes concilios provinciales, que se celebraron en 845, 965, 1082, 1204, 1229 y 1240.
La construcción de la catedral gótica se acometió en el siglo XII durante el episcopado de Simón de Lizy y finalizó a mediados del siglo XVI.
Entre los obispos de Meaux se pueden mencionar: Guillaume Durand de Saint-Pourçain († 1334), comentarista del "Libro de las Sentencias"; Philippe de Vitry (f. 1361), amigo de Petrarca y autor de las Metamorfosi di Ovidio moralizzato; Pierre Fresnel († 1409), embajador del rey Carlos VI en varias ocasiones; Pierre de Versalles († 1446), encargado de importantes misiones por el papa Eugenio IV, y que, encargado por Carlos VII en 1429 de examinar a Juana de Arco, se había declarado convencido de la misión divina de la Doncella de Orleans; cardenal Antonio Duprat († 1535), que tuvo parte activa en la redacción del concordato entre Francisco I y el papa León X.
Durante el siglo XVI las ideas luteranas se difundieron en la diócesis, a pesar de la vigilancia del obispo Guillaume Briçonnet, que llevó a cabo una renovación de la diócesis.
El 20 de octubre de 1622 pasó a formar parte de la provincia eclesiástica de la arquidiócesis de París.
Después del Concilio de Trento, el obispo Dominique Séguier estableció el seminario diocesano y fomentó la educación del clero mediante el establecimiento de conferencias. Bajo el obispo Dominique Séguier, el rito romano se introdujo en 1640, reemplazando al rito galicano. El episcopado de Jacques-Bénigne Bossuet, insigne teólogo, fue importante. Le sucedió el cardenal Henri-Pons de Thiard de Bissy, que luchó contra el jansenismo. Sin embargo, en 1709 publicó un Misal, en el que, a pesar del anatema dispuesto por el Concilio de Trento, prescribía que el canon fuera recitado en voz alta, mientras los ministros respondían Amén varias veces.
En el momento del estallido de la Revolución francesa, la diócesis incluía aproximadamente 240 parroquias; estaba dividido en dos arcedianatos (Francia y Brie) y diez decanatos.
A raíz del concordato con la bula Qui Christi Domini del papa Pío VII del 29 de noviembre de 1801, la diócesis incorporó el territorio de la diócesis de Châlons y parte del territorio de la arquidiócesis de Reims, que fueron suprimidas.
Mediante la bula Paternae charitatis del papa Pío VII del 6 de octubre de 1822, se restablecieron la arquidiócesis de Reims y la diócesis de Châlons, derivando el territorio de la diócesis de Meaux.

## Estadísticas
Según el Anuario Pontificio 2022 la diócesis tenía a fines de 2021 un total de 881 700 fieles bautizados.
| Año                                                                             | Población            | Población | Población      | Sacerdotes | Sacerdotes    | Sacerdotes    | Bautizados por sacerdote | Diáconos permanentes | Religiosos | Religiosos | Parroquias |
| Año                                                                             | Bautizados católicos | Total     | % de católicos | Total      | Clero secular | Clero regular | Bautizados por sacerdote | Diáconos permanentes | Varones    | Mujeres    | Parroquias |
| ------------------------------------------------------------------------------- | -------------------- | --------- | -------------- | ---------- | ------------- | ------------- | ------------------------ | -------------------- | ---------- | ---------- | ---------- |
| 1950                                                                            | 350 000              | 407 137   | 86.0           | 322        | 301           | 21            | 1086                     |                      | 90         | 900        | 531        |
| 1970                                                                            | 468 363              | 604 340   | 77.5           | 392        | 298           | 94            | 1194                     |                      | 151        | 933        | 443        |
| 1980                                                                            | 612 000              | 765 762   | 79.9           | 285        | 246           | 39            | 2147                     | 2                    | 76         | 735        | 450        |
| 1990                                                                            | 630 000              | 1 011 937 | 62.3           | 240        | 190           | 50            | 2625                     | 5                    | 82         | 326        | 323        |
| 1999                                                                            | 840 000              | 1 150 000 | 73.0           | 209        | 164           | 45            | 4019                     | 19                   | 72         | 456        | 551        |
| 2000                                                                            | 900 000              | 1 250 000 | 72.0           | 208        | 163           | 45            | 4326                     | 20                   | 72         | 440        | 551        |
| 2001                                                                            | 900 000              | 1 213 846 | 74.1           | 229        | 154           | 75            | 3930                     | 25                   | 102        | 440        | 551        |
| 2002                                                                            | 900 000              | 1 213 846 | 74.1           | 175        | 148           | 27            | 5142                     | 26                   | 47         | 280        | 551        |
| 2003                                                                            | 900 000              | 1 213 846 | 74.1           | 181        | 145           | 36            | 4972                     | 26                   | 52         | 380        | 551        |
| 2004                                                                            | 667 615              | 1 213 846 | 55.0           | 179        | 141           | 38            | 3729                     | 28                   | 54         | 380        | 523        |
| 2013                                                                            | 829 000              | 1 315 000 | 63.0           | 155        | 112           | 43            | 5348                     | 42                   | 61         | 300        | 523        |
| 2016                                                                            | 838 508              | 1 353 946 | 61.9           | 175        | 129           | 46            | 4791                     | 45                   | 59         | 300        | 523        |
| 2019                                                                            | 860 930              | 1 390 121 | 61.9           | 145        | 118           | 27            | 5937                     | 45                   | 41         | 213        | 16         |
| 2021                                                                            | 881 700              | 1 423 607 | 61.9           | 138        | 114           | 24            | 6389                     | 46                   | 37         | 194        | 17         |
| Fuente: Catholic-Hierarchy, que a su vez toma los datos del Anuario Pontificio. |                      |           |                |            |               |               |                          |                      |            |            |            |

## Episcopologio
A finales del siglo IX, la Iglesia de Meaux poseía un catálogo episcopal, que se menciona en la vida de san Farone de Meaux escrita por el obispo Ildegario. El catálogo ya no existe, pero parece haber sido utilizado en el siglo XVIII por Gallia christiana, que informa de una larga lista de obispos sin referencias.
- San Santino †
- San Antonino †
- Mansueto †
- Modesto †
- Achero †
- Riolo †
- Promero †
- Primito †
- Principio †
- San Rigomero †
- Crescenzio †
- Anio †
- Presidio †
- Promesso †
- Medoveo (o Medoveco) † (antes de 549-después de 552)
- Edeno †
- Baudovaldo †[nota 2]
- Gondoaldo  (o Gundobaldo) † (antes de 614-después de 627)
- San Farone † (antes de 637/638-después de 668/669)
- San Ildeberto †[nota 3]
- Herlingo † (mencionado en 683)
- San Patusio †
- San Ebregisilo †
- San Landrico †[nota 4]
- Eldoaldo †
- Adolfo †
- Ragnemundo (o Ragaminato) †[nota 5]
- Sigenoldo (o Geneboldo) †
- Erlaureo † (?)
- Aidenero (o Achidenero) †
- Romano † (mencionado en 748)
- Wulfranno † (antes de 757-después de 769)
- Brumero †
- Ilderico † (? - circa 823 falleció)[nota 6]
- Uberto I (Ucberto) † (circa 823[nota 7]-después de agosto de 853)
- Ildegario † (antes de agosto de 856-3 de diciembre circa 873/875 falleció)[nota 8]
- Ragenfredo † (mencionado en 876)
- Segemundo † (mencionado en 888)
- Ingilramo o Angilramo † (mencionado el 4 de junio de 900)
- Uberto II (Ucberto) † (mencionado en 909)
- Agonio †
- Rotardo † (mencionado en 936)
- Gildrico † (mencionado en 947)
- Ageraco † (mencionado en 962)
- Arcanrado (o Ercanrado) † (mencionado en 986)
- San Gilberto † (antes de 998-1009 falleció)[nota 9]
- Macaire † (mencionado en 1015)
- Bernier † (mencionado en 1028)
- Dagobert †
- Gauthier Saveyr † (antes de abril de 1045-octubre[nota 10] de 1082 falleció)
- Robert I † (octubre de 1082-?)
- Gauthier de Chambly † (2 de noviembre de 1085 consagrado-26 de julio de 1102 falleció)
- Manassé I † (1103-13 de enero de 1120 falleció)
- Burchard † (1120-4 de enero de 1134 falleció)
- Manassé II † (1134-23 de abril de 1158 falleció)
- Renaud † (1158 o 1159-1161)
- Hugues † (1161-7 de septiembre de 1161 falleció)
- Étienne de la Chapelle † (1162-1171 nombrado arzobispo de Bourges)
- Pierre di San Crisogono, O.S.B. † (1172-después de 1173 renunció)
- Pierre II? †
- Simon de Lizy † (antes de 1177-después de 1194)
- Anseau † (antes de julio de 1197-8 de junio de 1207 falleció)
- Geoffroy de Tressy † (circa de noviembre de 1207-1213 renunció)
- Guillaume de Nemours † (1214-19 de agosto de 1221 falleció)
- Amaury † (1221-1222 o de enero de 1223 falleció)
- Pierre de Cuisy † (1223-1255 falleció)
- Alerme de Cuisy † (1255-12 o 13 de octubre de 1267 falleció)
- Jean de Poincy † (1267-27 de octubre de 1269 falleció)
- Jean de Garlande † (1269-1272 falleció)
- Eude, O.P. † (? - de noviembre de 1274 falleció)
- Jean III † (1274-después de 1286)
- Adam de Vaudoy † (antes de julio de 1289-13 de febrero de 1298 falleció)
  - Geoffroy (Butticularius) † (julio de 1298-1298 falleció) (obispo electo)
- Jean de Montrolles † (3 de octubre de 1298-12 de febrero de 1304 falleció)
- Nicolas Volé † (1305-18 de abril de 1308 falleció)
- Simon Festu † (18 de octubre de 1308-30 de diciembre de 1317 falleció)
- Guillaume de la Brosse † (14 de febrero de 1318-27 de febrero de 1321 nombrado arzobispo de Bourges)
- Pierre Jean de Moussy † (17 de febrero de 1321-7 de octubre de 1325 nombrado obispo de Viviers)
- Guillaume Durand de Saint-Pourçain, O.P. † (13 de marzo de 1326-10 de septiembre de 1334 falleció)
- Jean de Meulant † (12 de octubre de 1334-3 de enero de 1351 nombrado obispo de Noyon)
- Philippe de Vitry † (3 de enero de 1351-9 de junio de 1361 falleció)
- Jean Royer † (6 de septiembre de 1361-29 de abril de 1377 falleció)
- Guillaume de Dormans † (11 de febrero de 1379-17 de octubre de 1390 nombrado arzobispo de Sens)
- Pierre Fresnel † (17 de octubre de 1390-20 de agosto de 1409 nombrado obispo de Noyon)
- Jean de Saints † (20 de agosto de 1409-20 de septiembre de 1418 falleció)
  - Robert de Girème † (10 de julio de 1419-19 de enero de 1426 falleció) (obispo electo)
- Jean de Briou † (8 de abril de 1426-17 de agosto de 1435 falleció)
- Pasquier des Vaux † (23 de septiembre de 1435-25 de octubre de 1439 nombrado obispo de Évreux)
- Pierre de Versailles, O.S.B. † (25 de septiembre de 1439-11 de noviembre de 1446 falleció)
- Jean Le Meunier † (15 de mayo de 1447-22 de junio de 1458 falleció)
- Jean du Drac † (2 de mayo de 1459-17 de mayo de 1473 falleció)
- Tristan de Salazar † (25 de junio de 1473-26 de septiembre de 1474 nombrado arzobispo de Sens)
- Louis de Melun † (26 de septiembre de 1474-13 de mayo de 1483 falleció)
- Jean Lhuillier (o d'Huillier) † (6 de junio de 1483-21 de septiembre o 21 de noviembre de 1500 falleció)
- Jean de Pierrepont † (13 de noviembre de 1500-2 de septiembre de 1510 falleció)
- Louis Pinelle † (30 de abril de 1511-1515 renunció)
- Guillaume Briçonnet † (31 de diciembre de 1515-24 de enero de 1534 falleció)
- Antoine Duprat † (20 de febrero de 1534-9 de julio de 1535 falleció)
- Jean de Buz † (13 de agosto de 1535-9 de octubre de 1552 falleció)
- Louis de Brezé † (13 de septiembre de 1553-1564 renunció)
- Jean du Tillet † (5 de agosto de 1564-diciembre de 1570 falleció)
- Louis de Brezé † (3 de abril de 1571-15 de septiembre de 1589 falleció) (por segunda vez)
- Alexandre de la Marche † (15 de octubre de 1589-?)
- Jean Touchard † (28 de julio de 1594-1597 falleció)[nota 11]
  - Louis Hôpital † (13 de julio de 1597-1602 renunció) (in commenda)
- Jean de Vieupont † (22 de abril de 1602-16 de agosto de 1623 falleció)
- Jean de Belleau † (15 de julio de 1624-16 de agosto de 1637 falleció)
- Dominique Séguier † (10 de enero de 1639-16 de mayo de 1659 falleció)
- Dominique de Ligni † (16 de mayo de 1659 por sucesión-27 de abril de 1681 falleció)
- Jacques-Bénigne Bossuet † (17 de noviembre de 1681-12 de abril de 1704 falleció)
- Henri-Pons de Thiard de Bissy † (9 de febrero de 1705 -26 de julio de 1737 falleció)
- Antoine-René de la Roche de Fontenille † (16 de diciembre de 1737-7 de enero de 1759 falleció)
- Jean-Louis de la Marthonie de Caussade † (9 de abril de 1759-3 de febrero de 1779 falleció)
- Camille-Louis-Apollinaire de Polignac † (12 de julio de 1779-10 de noviembre de 1801 renunció)
- Louis-Mathias de Barral † (14 de abril de 1802-1 de febrero de 1805 nombrado arzobispo de Tours)
- Jean-Paul Faudoas † (22 de marzo de 1805-26 de septiembre de 1819 renunció)
- Jean-Joseph-Marie-Victoire de Cosnac † (27 de septiembre de 1819-5 de julio de 1830 nombrado arzobispo de Sens)
- Romain-Frédéric Gallard † (5 de julio de 1830-21 de febrero de 1839 nombrado coadjutor de Reims[nota 12])
- Auguste Allou (Alloux) † (21 de febrero de 1839-30 de agosto de 1884 falleció)
- Emmanuel-Marie-Ange de Briey † (30 de agosto de 1884 por sucesión-11 de diciembre de 1909 falleció)
- Emmanuel-Jules-Marie Marbeau † (8 de febrero de 1910-31 de mayo de 1921 falleció)
- Louis-Joseph Gaillard † (21 de noviembre de 1921-25 de septiembre de 1931 nombrado arzobispo de Tours)
- Frédéric Edouard Camille Lamy † (16 de agosto de 1932-20 de agosto de 1936 nombrado arzobispo de Sens)
- Joseph Evrard † (1 de febrero de 1937-25 de julio de 1942 renunció[nota 13])
- Georges-Louis-Camille Debray † (25 de julio de 1942 por sucesión-29 de abril de 1961 falleció)
- Jacques-Eugène-Louis Ménager † (7 de diciembre de 1961-13 de julio de 1973 nombrado arzobispo de Reims)
- Louis Kuehn † (13 de mayo de 1974-27 de agosto de 1986 renunció)
- Guy Étienne Germain Gaucher, O.C.D. † (27 de agosto de 1986-7 de mayo de 1987 renunció)
- Louis Pierre Joseph Cornet † (31 de julio de 1987-17 de agosto de 1999 retirado)
- Albert-Marie Joseph Cyrille de Monléon, O.P. † (17 de agosto de 1999-9 de agosto de 2012 retirado)
- Jean-Yves André Michel Nahmias, desde el 9 de agosto de 2012